# Eilema albidella
Eilema albidella är en fjärilsart som beskrevs av De Toulgoët 1976. Eilema albidella ingår i släktet Eilema och familjen björnspinnare. Inga underarter finns listade i Catalogue of Life.